# Moot Scout Mundial
Se llama Moot a un gran campamento o reunión de Scouts mayores de 17 años. 
Esta denominación fue escogida por el mismo Robert Baden-Powell, fundador del Movimiento Scout en 1931. 
Un Moot puede ser nacional, regional o mundial. 
Los Moot mundiales atraen a gran cantidad de jóvenes Scouts mayores de 17 años de todo el mundo y suelen tener lugar cada cuatro años. 
Los Moots nacionales, internacionales y continentales se suceden a lo largo del mundo con una frecuencia variable. 
En los Moots Scouts Mundiales participan las ramas mayores de las Organizaciones Scouts Nacionales (generalmente llamados Rovers) y otros jóvenes adultos.
Por lo general, el rango de edad de los participantes va desde los 17 hasta los 25 años inclusive.
Los Moots proveen a los jóvenes adultos una oportunidad en el Movimiento Scout para encontrarse con el objetivo de desarrollar su comprensión internacional como ciudadanos del mundo.
Entre 1965 y 1982 los Rover Moot Mundiales fueron reemplazados por el “Año Mundial del Moot”. Este cambio tuvo el propósito de incrementar el número de encuentros y la posibilidad de acceso para los Rovers.
En 1985 la Conferencia Scout Mundial decidió reiniciar los Moot Mundiales y en 1993 decidió que debían realizarse cada 4 años.
Algunos Moots nacionales y regionales son realizados cada año.
El 15º Moot Scout Mundial tuvo lugar en Islandia en el verano de 2017. El 16º World Scout Moot debía ser en Irlanda en 2021, sin embargo, debido a la pandemia de COVID-19, el evento se pospuso hasta 2022 y posteriormente fue cancelado.

## Moots por Año
| Año     | Nombre                | Lugar                  | Participantes | Países |
| ------- | --------------------- | ---------------------- | ------------- | ------ |
| 1931    | 1 Rover Moot Mundial  | Kandersteg, Suiza      | 3,000         | 20     |
| 1935    | 2 Rover Moot Mundial  | Ingarö, Sweden         | 3,000         | 26     |
| 1939    | 3 Rover Moot Mundial  | Monzie, Scotland       | 3,500         | 42     |
| 1949    | 4 Rover Moot Mundial  | Skjak, Noruega         | 2,500         | 40     |
| 1953    | 5 Rover Moot Mundial  | Kandersteg, Suiza      | 3,300         | 38     |
| 1957    | 6 Rover Moot Mundial  | Sutton Coldfield, U.K. | 3,500         | 61     |
| 1961    | 7 Rover Moot Mundial  | Melbourne, Australia   | 969           | 15     |
| 1965-66 | Año de Moot           | 10 Eventos             | 3,599         |        |
| 1969-70 | Año de Moot           | 26 Eventos             | 7,250         |        |
| 1973-74 | Año de Moot           | 22 Eventos             | 11,000        |        |
| 1977-78 | Año de Moot           | 23 Eventos             | 14,560        |        |
| 1981-82 | Año de Moot           | 31 Eventos             | 22,380        |        |
| 1990-91 | 8 Moot Mundial        | Melbourne, Australia   | 1,000         | 36     |
| 1992    | 9 Moot Mundial        | Kandersteg, Suiza      | 1,400         | 52     |
| 1996    | 10 Moot Mundial       | Ransberg, Sweden       | 2,608         | 78     |
| 2000    | 11 Moot Scout Mundial | México                 | 5,000         | 71     |
| 2004    | 12 Moot Scout Mundial | Hualien, Taiwán        | 2,500         | 85     |
| 2010    | 13 Moot Scout Mundial | Nairobi, Kenia         | 1,924         | 66     |
| 2013    | 14 Moot Scout Mundial | Low, Quebec, Canada    | 2,000         | 83     |
| 2017    | 15 Moot Scout Mundial | Ulfljotsvatn, Islandia |               |        |
| 2021    | 16 Moot Scout Mundial | Larch Hill, Irlanda    | Cancelado     |        |
| 2025    | 17 Moot Scout Mundial | Ovar, Portugal         |               |        |
| 2029    | 18 Moot Scout Mundial | Taiwán                 |               |        |

## Moot Mundial México 2000 -Tradición para el mañana
- Fecha

12-23 de julio de 2000
- Sedes- Expedition Centers
  - México DF (Villa Moot)
  - Hidalgo
  - Morelos - Meztitla
  - Michoacán
  - Querétaro
  - Puebla (Parque Villa Atl, Aldea Global de Desarrollo AC)

## Moot Mundial Taiwán 2004 -Retos ilimitados
- Fecha

30 de julio al 10 de agosto de 2004
- Sedes- Expedition Centers
  - Taipéi
  - Changhua
  - Chiayi
  - Taichung
  - Koashiung
  - Hualien

## Moot Mundial Kenia 2010 - Último descubrimiento
- Fecha

27 de julio al 7 de agosto de 2010
- Sedes- Expedition Centers
  - Rowallan Camp -Nairobi
  - Kaiyaba  -Nyeri
  - Machakos
  - Embu